# 項莊
項莊是戰國末年、秦朝、楚漢相爭等時期的人物，屬楚國貴族，是項羽的堂弟及項伯之子刘猷的堂兄，項梁、項羽起義抗秦時，項莊也加入其陣營。
此外在鴻門宴時，由於項羽與范增對劉邦是否該刺殺的意見相左，范增私下找來項莊，請求項莊在劉邦的接待宴席上表演楚國特色風格的劍舞，是一種由人持劍表演的舞蹈，並在表演過程中藉機刺殺劉邦，項莊雖接受范增的指示命令，但真正在舞蹈中要執行刺殺任務時，受張良、項伯的掩護及樊噲的阻擾，以致刺殺行動失敗收場。